# Teatro Maddalene

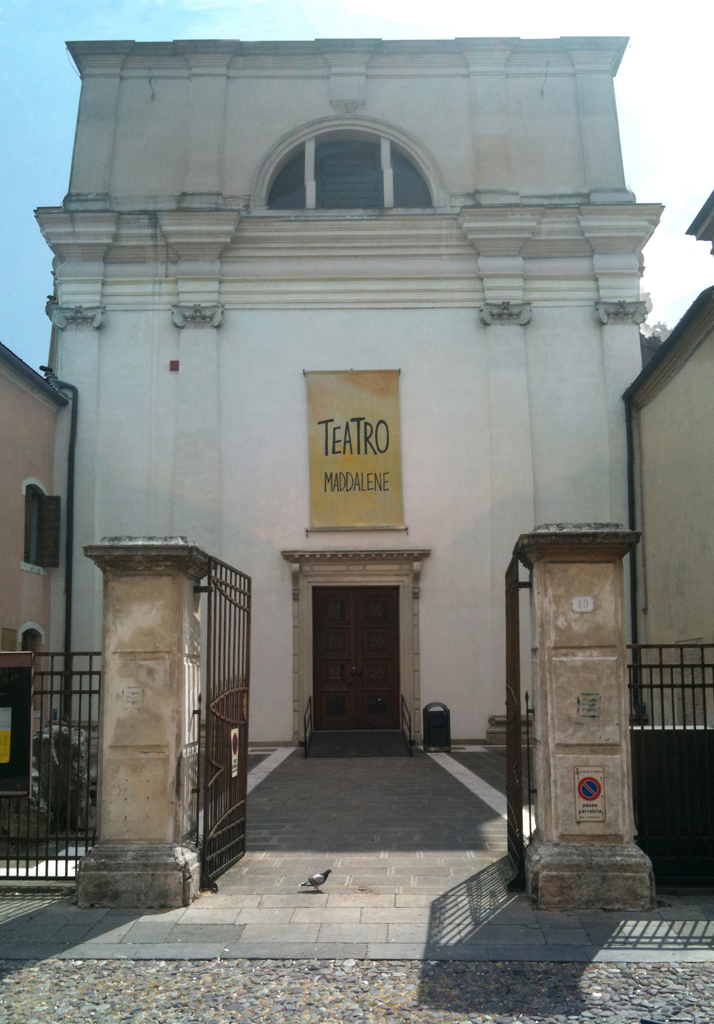
Ingresso del Teatro Maddalene, ex oratorio delle Maddalene

Il Teatro Maddalene è un piccolo teatro di Padova situato all'interno dell'oratorio delle Maddalene, la chiesa di un complesso conventuale del XIV secolo situato in via San Giovanni da Verdara. Il convento è occupato dal dopoguerra da un istituto tecnico industriale, mentre la ex chiesa, sconsacrata, è utilizzata come spazio scenico dal 1995. Dal 2012 il teatro è stato chiuso per restauro. Attualmente è fruibile e viene utilizzato per spettacoli teatrali e rappresentazioni. 

## Storia

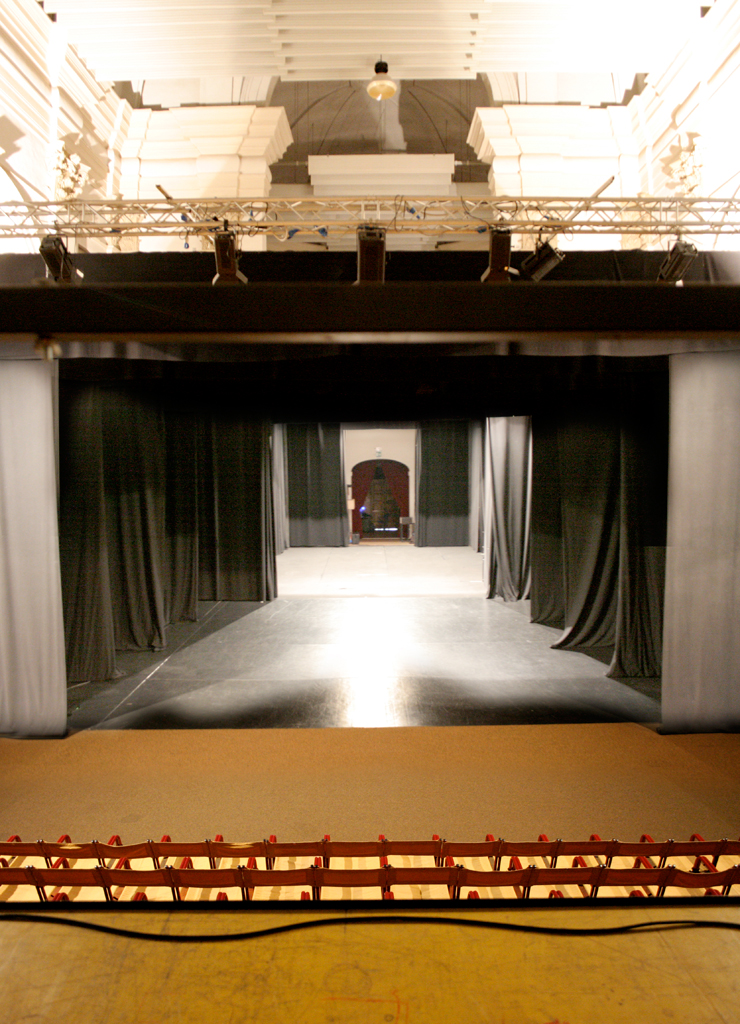
Il palcoscenico visto dalla tribuna

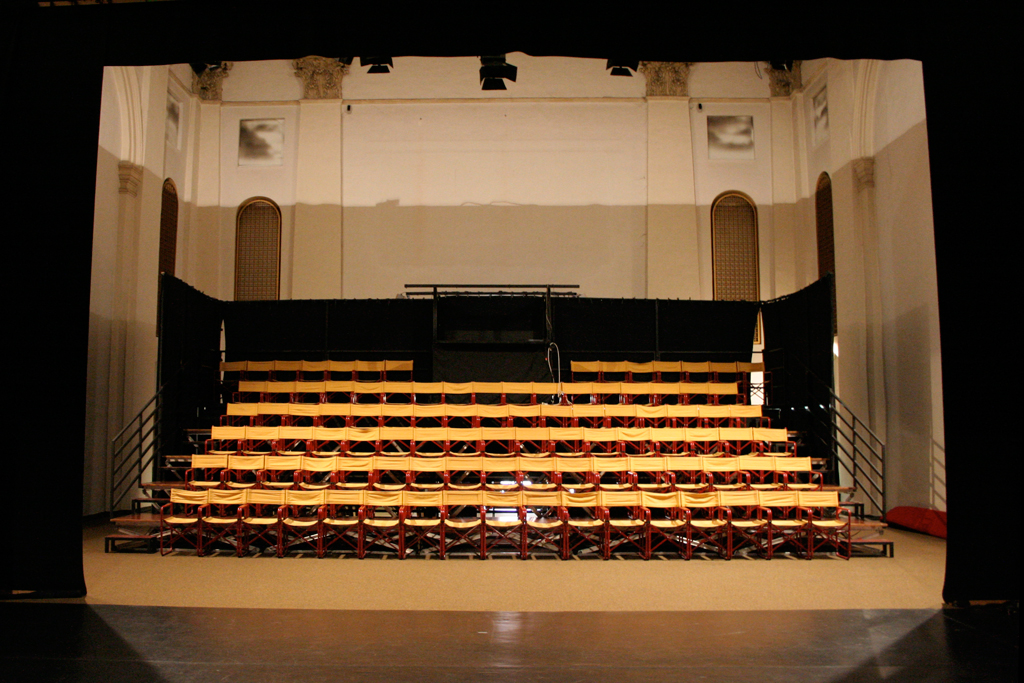
L'interno del teatro visto dal palcoscenico

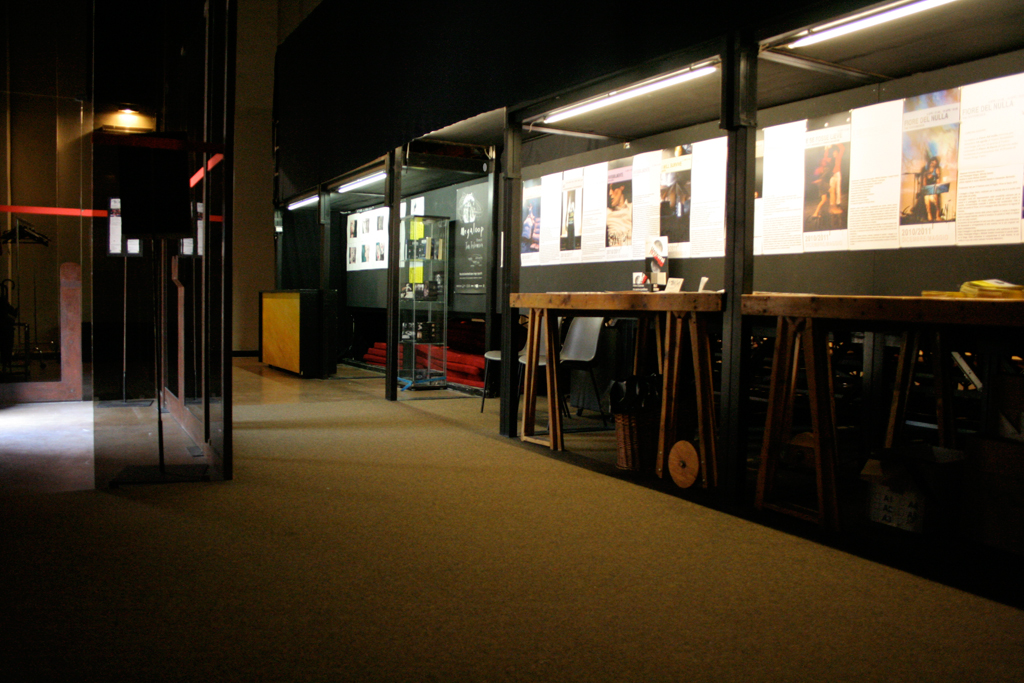
Il foyer

La fondazione del convento noto come "delle Maddalene" risale al 1395 da parte dei padri Gerolimini della congregazione del beato Pietro Gambacorta da Pisa.
La chiesa è stata più volte ricostruita. Fin dalla seconda metà del XIV secolo era già esistente un edificio sacro dedicato a santa Maria Maddalena. Questo primo oratorio apparteneva originariamente alle Convertite, che avevano sede nell'area già dal 1304. Vi era anche un secondo oratorio, dedicato a san Barnaba, risalente al 1363, anch'esso occupato dalle Convertite e in seguito ceduto ai frati, giunti a Padova nel 1395 e riconosciuti come ordine nel 1420, che iniziarono quasi subito la costruzione del nuovo convento.
Una nuova chiesa più ampia sostituì la precedente nel 1649. La copertura fu ultima l'anno successivo, ma la costruzione si protrasse per numerosi anni, fino al XVIII secolo.
Il complesso si sviluppò, attraverso ricostruzioni, demolizioni e ampliamenti, fino alla soppressione dell'ordine monacale, tra il 1771 e il 1772.
Il convento venne in seguito riutilizzato con varie funzioni. Fu sede della scuola universitaria di veterinaria dal 1773 al 1819, il cui museo e infermeria continuarono a funzionare fino al 1824. Divenne ospedale dei Fatebenefratelli dal 1824 al 1898, quindi ospedale civile dal 1902 al 1911 e ospedale militare dal 1915 al 1917. Fu sede dell'Opera nazionale Balilla e della scuola tecnica "Alberto Cavalletto" dal 1917; dal 1922 fu sede dell'istituto tecnico "Galileo Galilei". Dal 1934 la chiesa iniziò a essere utilizzata come palestra. Dopo la seconda guerra mondiale il complesso venne occupato dall'istituto tecnico industriale "Leonardo da Vinci". Vi fu un restauro statico-conservativo nei primi anni ottanta.
Il complesso conventuale ha subito dunque numerose modifiche funzionali e riconversioni, compromettendone notevolmente l'assetto originario. Sono sopravvissuti due chiostri e la grande chiesa, mentre andati perduti gli orti, occupati dagli edifici della scuola.
L'oratorio nel corso del tempo venne completamente spogliato all'interno degli arredi e dei decori architettonici, inclusi gli altari, lasciando una grande aula vuota. Fu utilizzato come palestra di boxe, poi come sala polivalente comunale, fino al 1995 quando il comune di Padova ha affidato la gestione dello spazio alla compagnia teatrale Tam Teatromusica, che ha realizzato in collaborazione con il comune nuovi impianti scenotecnici (graticcio, inquadratura con quinte e cieli, nuovo assetto della gradinata per il pubblico) per migliorare il lavoro delle compagnie ospitate e l'accoglienza del pubblico.
Dal 2009 è in corso il restauro e adeguamento dell'istituto "Leonardo da Vinci", nel frattempo passato alla provincia.
Il teatro è stato chiuso nel 2012, in seguito alle scosse sismiche del 20 e 29 maggio 2012, e dichiarato inagibile. Due anni dopo, nel marzo 2014, sono iniziati i lavori di restauro.

## Descrizione
La facciata, bipartita orizzontalmente, presenta un unico portale al centro di due lesene ioniche. Al disopra del portale si apre una finestra termale modanata. Le basi e i capitelli delle lesene furono realizzati in pietra di Costozza.
L'interno è a navata unica, divisa dal presbiterio ottagonale da un arco a tutto sesto. Sulle pareti laterali si aprono due archi a tutto sesto ciascuna, su coppie di lesene, prive di base, con capitelli corinzie a foglie d'ulivo. Tra un arco e l'altro erano ospitate nicchie poco profonde.
Il soffitto a volta con lunette reca tre alloggiamenti per dipinti. Due corridoi con volta a botte corrono ai fianchi del presbiterio. Quello di sinistra permetteva di accedere alla sacrestia, quello di destra a una scaletta (ora murata) per raggiungere l'organo e la cantoria. Le lesene interne corrispondono a quelle della facciata e alle paraste esterne del lato sinistro.
L'interno, prima della sua spoliazione avvenuta dalla fine del settecento fino al 1929, era riccamente decorato, con quattro altari e numerosi dipinti, il pavimento lastricato a quadri bianchi e rossi in terracotta (anch'esso rimosso nel 1929).

## Attività teatrale
La capienza del teatro è di 99 posti a sedere.
L'utilizzo come spazio scenico del teatro a partire dal 1995 con la compagnia Tam Teatromusica si è concretizzato con due rassegne principali: una dedicata al teatro nazionale di ricerca e la seconda, Choros, dedicata alla danza.